# 五角场

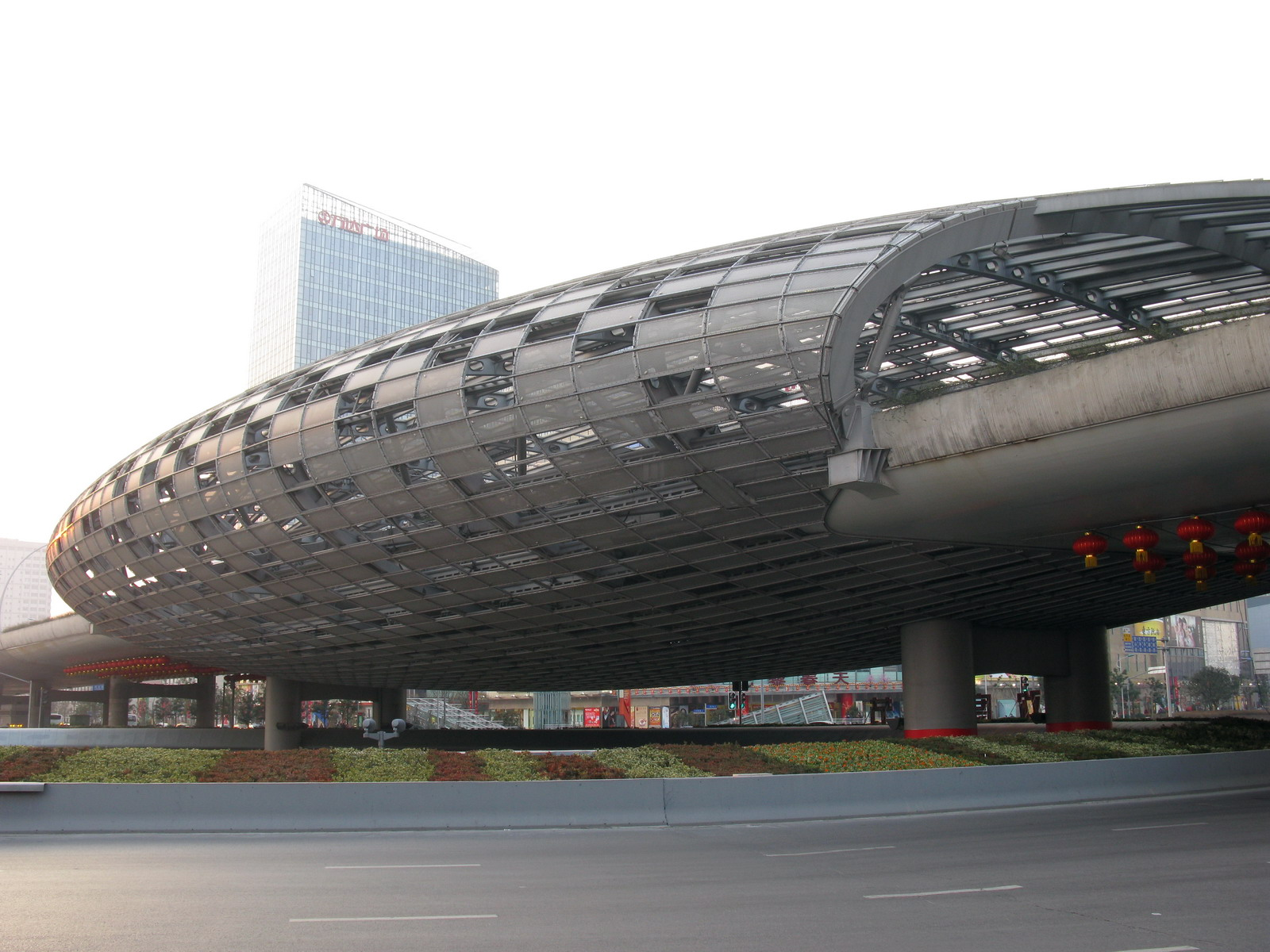
五角场地标

五角场（上海话拼音：hhngokshan，发音：[[ɦǹ̩kőʔzã᷆]]）又稱江湾五角场，位于上海市区东北角的杨浦区，是四平路、黄兴路、翔殷路、淞沪路和邯郸路5条干道的交汇处。因此地原属宝山县江湾乡，故曾得名江湾五角场。

## 历史
民国初年五角场一带是上海江湾镇以东的一片荒野，行政上分屬於上海县引翔乡、宝山县的殷行和江湾。上海建市以后分属于引翔区、江湾区、殷行区。1920年代复旦大学迁来此处。1930年代，上海市政府为了与租界竞争，在黄浦江下游方向开辟新区，修筑许多道路，5条干道就是修筑于那时，形成交通枢纽。根据孙中山的《建国大纲》，上海特别市政府于1929年通过「大上海计划」，将此处作为新上海市中心区。抗战前已在五角场的东北方建成市政府、博物馆、图书馆等中国古典式建筑，和江湾体育场。抗战期间日本人继续经营，建成恒产株式会社（南京政治学院分院）等。此后主要发展为文教区，附近有国防医学院及继承其校址的中国人民解放军海军军医大学、复旦大学邯郸校区及江湾校区、同济大学、上海财经大学、上海体育学院、中国人民解放军南京政治学院分院，以及长海医院等。1990年代以后，5条干道交汇处附近陆续开设一批商店。

## 当今
如今的杨浦五角场是上海市府确定的上海10大商业中心之一，和徐家汇、四川北路、淮海路、中山公园等商业中心齐名。现在的五角场已与「徐家汇繁华商业副中心」，「浦东花木高尚居住副中心」，「普陀真如交通枢纽副中心」并列为「上海四大城市副中心区」之一，能为上海居民提供现代化高端商业服务，是北上海旗舰型高端商业中心。五角场的发展较晚，但在整体规划上有着较高的起点，五角场并不是单一的大上海商业副中心，而是和复旦大学、同济大学等高校相结合，形成校区、知识产业园区、现代生活区和商业区融为一体，相互呼应发展的综合模式化城市副中心。

## 附近交通
公共汽电车
8路
55路
59路
60路 
61路
90路
99路
133路
139路
168路
307路
329路
405路
406路
453路
538路
559路
713路
749路
812路
819路
842路
850路
937路
942路
966路
大桥三线
大桥五线
机场四线
嘉五线
轨道交通
- 上海轨道交通10号线